# Eumecomera cyanipennis
Eumecomera cyanipennis är en skalbaggsart som först beskrevs av Horn 1870.  Eumecomera cyanipennis ingår i släktet Eumecomera och familjen blombaggar. Inga underarter finns listade i Catalogue of Life.